# 肉实树
肉实树（学名：Sarcosperma laurinum）为山榄科肉实树属下的一个种。

## 扩展阅读
- 維基物種上的相關：肉实树